# محسن فخری‌زاده
محسن فخری‌زاده مهابادی (۱ فروردین ۱۳۴۰ – ۷ آذر ۱۳۹۹) فیزیکدان هسته‌ای اهل ایران، رئیس سازمان پژوهش و نوآوری دفاعی وزارت دفاع و پشتیبانی نیروهای مسلح، معاون وزیر دفاع جمهوری اسلامی ایران و سردار سپاه پاسداران انقلاب اسلامی ایران بود. وی یکی از شخصیت‌های اصلی برنامه هسته‌ای ایران محسوب می‌شد.
فخری‌زاده پس از انقلاب ۱۳۵۷ به عضویت سپاه پاسداران انقلاب اسلامی درآمد. او در دانشگاه شهید بهشتی تحصیل کرد و سپس از دانشگاه صنعتی اصفهان مدرک کارشناسی ارشد و از دانشگاه تهران دکترا گرفت. او از سال ۱۳۷۰ استاد فیزیک دانشگاه امام حسین بود. فخری‌زاده سازمان پژوهش‌های نوین دفاعی و پروژه نمک سبز را هدایت می‌کرد. او در آغاز دههٔ ۲۰۱۰ سازمان پژوهش و نوآوری دفاعی را تأسیس و هدایت کرد، که به گفته ایالات متحده، به تحقیقات مفیدی به‌منظور ساخت جنگ‌افزار هسته‌ای منجر شد. دولت ایران نیز جنبهٔ نظامی برنامه هسته‌ای را رد کرده است. در سال ۲۰۱۸، بنیامین نتانیاهو، نخست‌وزیر اسرائیل گفت که فخری‌زاده رئیس پروژه آماد است. پس از کشته شدنش، دولت ایران اعلام کرد که فخری‌زاده در ساخت کیت‌های آزمایش کووید-۱۹ و واکسنی برای استفاده در طول همه‌گیری نقش داشته است.
فخری‌زاده در حالی که ریاست سازمان پژوهش و نوآوری دفاعی را برعهده داشت، در آذر ۱۳۹۹ به‌وسیلهٔ دولت اسرائیل در آبسرد با استفاده از اسلحهٔ ماهواره‌ای خودگردان ترور شد. در مصاحبه تلویزیونی ژوئن ۲۰۲۱، یوسی کوهن، رئیس سابق موساد، نقش اسرائیل در این ترور سیاسی را توضیح داد. دولت ایران کشته‌شدن فخری‌زاده را «ترور دولتی» نامید. این رخداد باعث افزایش تنش در منطقه شد و قوه مقننه جمهوری اسلامی لایحه‌ای را برای جلوگیری از بازرسی برنامهٔ هسته‌ای تصویب کرد.
فخری‌زاده یکی از پنج شخصیت ایرانی بود که یک بار نامش در فهرست ۵۰۰ نفرهٔ قدرتمندترین افراد جهان که از سوی نشریهٔ آمریکایی فارن پالیسی منتشر می‌شود، قید شده بود. به‌دلیل ارتباطش با برنامهٔ هسته‌ای ایران، هم شورای امنیت سازمان ملل متحد و هم ایالات متحده دستور مسدود شدن دارایی‌های او را در میانهٔ دههٔ ۲۰۰۰ صادر کرد. در قطعنامهٔ ۱۷۴۷ شورای امنیت که در ۲۴ مارس ۲۰۰۷، علیه فعالیت‌های هسته‌ای جمهوری اسلامی ایران تصویب شد، نام او جزو افراد تحریم شده قرار داده شد.

## پیشینه
رسانه‌های جمهوری اسلامی دربارهٔ زندگی او اطلاعات چندانی منتشر نکردند. او اصالتاً اهل شهر مهاباد از توابع بخش مهاباد شهرستان اردستان استان اصفهان بود. بر اساس وبسایت بهشت زهرا، او متولد ۱ فروردین ۱۳۴۰ است در قم است. پدرش حسن نام داشت. به نوشته برخی وبسایت‌ها، وی فوق لیسانس خود را در دانشگاه صنعتی اصفهان گذراند و موفق به اخذ مدرک کارشناسی ارشد مهندسی هسته‌ای شد.
فخری‌زاده از فرماندهان سپاه پاسداران در زمینه موشکی بود و پیش از ورود به برنامه اتمی ایران، به همراه حسن تهرانی مقدم به کره شمالی سفر کرد و در نتیجه برنامه موشک‌سازی ایران را با همکاری کره شمالی و لیبی پایه‌گذاری کرد. در دوره احمدی‌نژاد به همراه فریدون عباسی وارد برنامه اتمی ایران شد و گفته می‌شود که با شهرام امیری همکار بوده است. شورای ملی مقاومت ایران، در سال ۱۳۹۷ گفت که او در سومین آزمایش بمب اتمی کره شمالی به این کشور سفر کرده است.
به گفته علیرضا جعفرزاده، فخری‌زاده از سال ۱۹۹۱ (۱۳۶۹–۱۳۷۰ شمسی) عضو هیئت علمی دانشگاه امام حسین بود. در اوایل سال ۲۰۰۰ (۱۳۷۸ شمسی)، فخری‌زاده یک «مرکز مطالعات بیولوژیکی» ابتکاری را به عنوان جانشین مرکز تحقیقات فیزیک (PHRC) رهبری کرد. فعالیت‌های این گروه تحقیقاتی در شیان صورت گرفت. وی بین سال‌های ۲۰۰۸ و ۲۰۱۱ (۱۳۸۷ و ۱۳۹۰ شمسی) مؤسسه‌ای به نام سازمان نوآوری و تحقیقات دفاعی (معروف به سپند)، که به دانشگاه صنعتی مالک اشتر وابسته بود، اداره کرد. سازمان پژوهش و نوآوری‌های دفاعی، با نام کوتاه شده سپند، در فوریه ۲۰۱۱ تأسیس شد و دفتر مرکزی آن در وزارت دفاع و پشتیبانی نیروهای مسلح است.
شورای امنیت سازمان ملل، فخری‌زاده را ملزم به «اطلاع‌رسانی سفر» و «مسدود شدن دارایی» قرار داد، زیرا این شورا گفت ایران درخواست مصاحبه آژانس بین‌المللی انرژی اتمی از وی را رد کرده است. با توجه به فعالیت‌های فخری‌زاده، ایران اطلاعاتی را ارائه داد اما آژانس بین‌المللی انرژی هسته‌ای گفت «با یافته‌های خود مغایرت ندارد»، اما آژانس انرژی هسته‌ای همچنان به دنبال تأیید یافته‌های خود بود. طبق گفته سازمان ملل، فخری‌زاده دانشمند ارشد وزارت دفاع و پشتیبانی نیروهای مسلح و رئیس سابق مرکز تحقیقات فیزیک (PHRC) بود. آژانس بین‌المللی انرژی هسته‌ای خواست تا در مورد فعالیت‌های PHRC در دوره‌ای که وی ریاست آن را بر عهده داشت با او مصاحبه کند، اما ایران این درخواست را رد کرد. فخری‌زاده در گزارش سال ۲۰۰۷ سازمان ملل در مورد برنامه هسته‌ای ایران به عنوان «شخصیت اصلی» توصیف شد.
دو ماه پیش از ترور در روز جمعه ۲۵ مهر ۱۳۹۹، شورای ملی مقاومت ایران، وابسته به سازمان مجاهدین خلق ایران، در یک نشست خبری در واشینگتن از فعالیت دو سایت هسته‌ای ایران در شرق تهران و شهر آباده فارس برای «تولید سلاح اتمی» خبر داد. یکی از اعضای شورای ملی مقاومت، با نشان دادن تصاویر ماهواره‌ای گفت که ساخت تأسیسات سرخه حصار در شرق تهران از سال ۲۰۱۲ آغاز شده و بخشی از فعالیت‌های سازمان «پژوهش‌های نوین دفاعی» از سال ۲۰۱۷ به آن منتقل شده است. وی اضافه کرد که مرکز سرخه حصار تهران در اختیار «سازمان پژوهش‌های نوین دفاعی» موسوم به «سپند» است و محسن فخری‌زاده مهابادی مسئولیت این سازمان را به عهده دارد. او همچنین به سایت دیگری به نام مریوان در نزدیکی شهر آباده در استان فارس اشاره کرده که به گفته او در سال گذشته میلادی به دلیل نگرانی از تأیید آثار آزمایش‌های مرتبط با تولید سلاح هسته‌ای تخریب شده است. براساس این گزارش، این سایت و منطقه اطراف آن در اختیار سپاه پاسداران است. سازمان مجاهدین خلق پیشتر در مهر سال ۱۳۹۳ در خصوص «سازمان پژوهش‌های نوین دفاعی» گفته بود، سپند «وابسته به وزارت دفاع است و بر کلیه بخش‌های طراحی و عملیاتی کردن وجوه نظامی اتمی حکومت ایران نظارت دارد.»
به گفته عبدالحسین خسروپناه، رئیس سابق مؤسسه پژوهشی حکمت و فلسفه ایران، فخری‌زاده دربارهٔ ارتباط فیزیک و فلسفه علاقه داشت و در سال‌های ۹۲ تا ۹۵ در جلسات مربوط به آن شرکت می‌کرد و «در حوزهٔ هسته‌ای جزو مدیران کلان تیم‌های مختلف هسته‌ای بود». در واکنش به این خبر، فریدون عباسی دوانی رئیس کمیسون انرژی مجلس و رئیس سابق سازمان انرژی اتمی ایران با بیان اینکه عناصر دولت فخری‌زاده را حامی برجام جلوه داده‌اند، گفت که اگر این «طایفه و قبیله برجامی» بخواهند فخری‌زاده را «برای مطامع خود مصادره کنند، من اقدام شدیدی خواهم کرد. من حاوی اطلاعات هستم و می‌گویم اینها با فخری‌زاده می‌خواستند چه کنند.» فرزند فخری‌زاده نیز با استناد به صوت پدرش و سخنان عباسی، ادعای حضور پدرش در تیم برجام را نادرست دانست.

## فعالیت‌ها

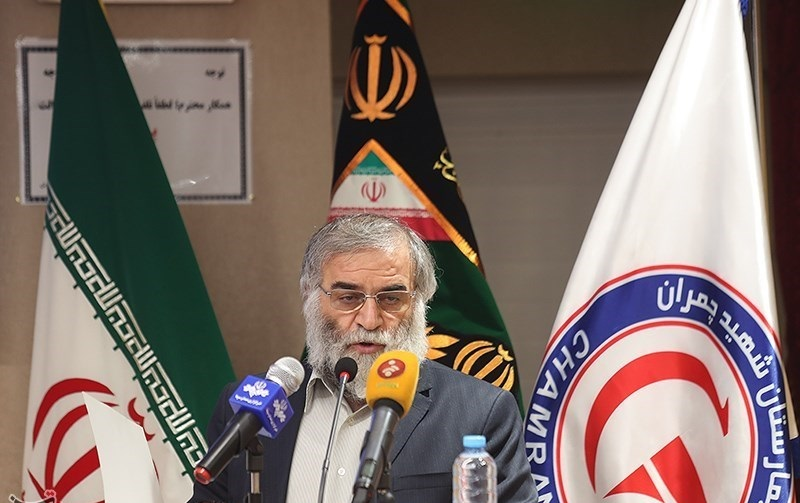
فخری‌زاده

در سال ۲۰۱۰، گاردین گزارش داد که گمان می‌رود فخری‌زاده مسئول اصلی برنامه هسته‌ای ایران است. در سال ۲۰۱۲، وال‌استریت جورنال او را «معلم بمب اتمی تهران» خواند. در سال ۲۰۱۴، نیویورک تایمز او را نزدیک‌ترین چیز ممکن به یک «اوپنهایمر ایرانی» نامید. علی خامنه‌ای رهبر ایران، در پیامی او را «دانشمند برجسته و ممتاز هسته‌ای و دفاعی کشور» توصیف کرد که به نوعی تأیید می‌کند وی در زمینه هسته‌ای فعالیت داشته است. فریدون عباسی، رئیس کمیسیون انرژی مجلس، در برنامه «جهان‌آرا» که از شبکه افق پخش شد گفت: «به من می‌گویند که نگو فخری‌زاده دانشمند هسته‌ای بوده» و خودش تأکید می‌کند که فخری‌زاده «موثرترین فرد کشور در حوزه هسته‌ای بود و نقشه راه هسته‌ای کشور را تهیه کرد» و معتقد است انکار هسته‌ای بودن وی «زمینه‌ای برای مذاکرات بعدی» است. احمد وحیدی، وزیر پیشین دفاع، گفت که «رشته تخصصی» فخری‌زاده «هسته‌ای» بوده و او را «شمع جمع دانشمندان هسته‌ای» معرفی کرد.
با این حال حسن روحانی، رئیس‌جمهور، محمدباقر قالیباف، رئیس مجلس، حسین سلامی، فرمانده کل سپاه، صادق لاریجانی، رئیس مجمع تشخیص مصلحت نظام، سید محمود علوی، وزیر اطلاعات، احمد جنتی، رئیس مجلس خبرگان رهبری، اسماعیل قاآنی، فرمانده نیروی قدس سپاه، غلامعلی رشید، فرمانده قرارگاه مرکزی خاتم‌الانبیا، غلامرضا جلالی، رئیس سازمان پدافند غیر عامل کشور و … در بیانیه‌های خود اشاره‌ای به «دانشمند هسته‌ای» نکردند.
آمریکایی‌ها، او را «صندوقچهٔ اسرار» برنامه هسته‌ای ایران قلمداد می‌کردند که همواره در تعیین موضع ایرانی‌ها در مذاکرات، نقشی مخفیانه ولی مؤثری داشته است. طبق نظر آژانس بین‌المللی انرژی اتمی تا زمانیکه با فخری‌زاده گفتگوی مستقیم انجام نشود، نمی‌توان در میزان ورود ایران به دانش هسته‌ای، اظهار نظر کرد. او به همراه سیدعباس شاهمرادی زواره استاد دانشگاه صنعتی شریف، مهم‌ترین نام‌های مطرح از افرادی هستند که غربی‌ها به دنبال مصاحبه بودند. او توسط غربی‌ها با رابرت اُپنهایمر، کارشناس فیزیک آمریکایی مقایسه می‌شود که در دهه ۴۰ میلادی کار نظارت بر ساخت بمب اتم در آمریکا را برعهده داشت. در سال ۲۰۲۰، نشریه دیلی‌میل با انتشار یک سند اعلام کرد که در این سند که خطاب به فخری‌زاده به عنوان شخصیت اصلی برنامه هسته‌ای ایران است، اطلاعات مهمی دربارهٔ تلاش ایران برای ساخت بمب هسته‌ای دیده می‌شود. اسرائیل گفته است که این یکی از ده‌ها هزار سند مربوط به برنامه هسته‌ای ایران پیدا است که در سال ۲۰۱۸ توانسته از ایران سرقت کند. در آن زمان بنیامین نتانیاهو در جریان تشریح عملیات سرقت اسناد اتمی ایران توسط موساد، از فخری‌زاده به عنوان «مغز متفکر برنامهٔ هسته‌ای ایران» نام برده بود.
منابعی در بحث ساخت بمب اتمی توسط جمهوری اسلامی بر فعالیت‌های فخری‌زاده تمرکز داشته‌اند و نقش وی را پررنگ می‌دانند. اعطای القابی مانند اوپنهایمر ایران، عبدالقدیر خان ایران یا پدر برنامه هسته‌ای نظامی ایران بخشی از این کارزار تبلیغاتی است. از سوی دیگر کارشناسانی در آژانس بین‌المللی انرژی اتمی اسناد منتشر شده از برنامه هسته‌ای ایران را ساخته سازمان‌های اطلاعاتی غربی می‌دانند. یوسی ملمن و مئیر جاودانفر از تحلیلگران امور امنیتی در اسرائیل نیز بر این عقیده اند که اسناد مذکور که از فخری‌زاده نیز نام برده شده است ساختگی است.
نشریه انگلیسی ساندی تایمز در فروردین ۱۳۸۷ با اشاره به اسنادی، که ادعا می‌شود از یک دستگاه لپ‌تاپ ایرانی‌ها به دست آمده، فخری‌زاده را یک افسر سپاه پاسداران و استاد دانشگاه امام حسین تهران و به عنوان «پدر برنامه هسته‌ای نظامی ایران» معرفی کرده و مدعی شد: «سرویس‌های اطلاعاتی غرب معتقدند ایران در صدد تولید یک کلاهک هسته‌ای با توان نابودسازی هر شهری در خاورمیانه است که مسئولیت این برنامه بر عهده محسن فخری‌زاده مهابادی، مدرس فیزیک دانشگاه امام حسین تهران، قرار دارد و از این روی، می‌توان وی را پدر تولید کلاهک اتمی ایران نامید.» اما محمد البرادعی رئیس آژانس بین‌المللی انرژی اتمی در کتاب خاطرات خود The Age of Deception: Nuclear Diplomacy in Treacherous Times می‌گوید که «مشکل اینجا بود که هیچ‌کس نمی‌دانست که آیا این اسناد واقعی هستند؟» موضوع اسناد لپ‌تاپ که ادعا می‌شد مربوط به برنامه هسته‌ای ایران بوده است و در سال ۲۰۰۴ و ۲۰۰۵ منتشر شد برای سال‌ها حل نشده باقی مانده تا آنکه در سال ۲۰۱۴ وزیر خارجه وقت آلمان گفت که این اسناد از سوی سازمان مجاهدین خلق به دستگاه اطلاعاتی آلمان داده شده بود. یک مقام سابق سازمان انرژی اتمی نیز گفت که این اسناد احتمالاً از کشور دیگری نشات می‌گرفت. این سازمان شماره پاسپورت و شماره تلفن منزل فخری‌زاده را نیز منتشر کرد. اما یک کتاب دربارهٔ تاریخچه موضوع و روزنامه نگارانی همچون Connie Bruck و سیمور هرش در نوشتار خود اشاره می‌کنند که منبع واقعی این اسناد جعلی، موساد بوده است. موساد تلاش داشت با انتشار این اسناد از سوی سازمان مجاهدین خلق نقش خود را در این موضوع مخفی کند. بنا به گفته رسانه‌های غربی در آن سال، فخری‌زاده مدیریت طرحی با عنوان «پروژه ۱۱۱» به منظور تولید یک کلاهک هسته‌ای با توان انفجار در ارتفاع ۲ هزار فوتی و تخریب یک منطقه وسیع را برعهده داشته است.
فخری‌زاده از جمله افرادی است که نام وی با ادعای دخالت وی در برنامه هسته‌ای، در فهرست تحریم‌های شورای امنیت قرار داده شده و آژانس بر مصاحبه با وی اصرار داشته است.
وزارت دفاع ایران ادعا می‌کند که سازمان تحت مدیریت فخری‌زاده با وزارت بهداشت جهت ساخت کیت تشخیص و واکسن کووید-۱۹ همکاری داشته و در هنگام کشته شدن او، واکسن به مرحله تست انسانی رسیده بود. علیرضا زالی رئیس ستاد مقابله با کرونا در تهران هم این موضوع را تأیید کرد.

در آذر ۱۳۹۹، روزنامه اسرائیلی یدیعوت اخرونوت، در گزارشی نوشت که موساد موفق به جذب یک مقام ایرانی نزدیک به محسن فخری‌زاده شده بود و این فرد سخنان فخری‌زاده در مورد تلاش‌هایش برای تولید «پنج کلاهک» اتمی را ضبط کرده است. در بخشی از این گزارش که توسط رونن برگمن نوشته شده، آمده است که اسرائیل برای تقریباً سه دهه در حال کار بر روی پرونده فخری‌زاده بود و دست آخر، ضبط این سخنان او، مدرک نهایی برای صلح‌آمیز نبودن برنامه هسته‌ای جمهوری اسلامی به‌دست داد. نویسنده گزارش تأکید کرده که شنیدن این سخنان، یکی از عناصر اصلی در متقاعد کردن آمریکایی‌ها برای افزایش تلاش در جهت مبارزه با برنامه هسته‌ای ایران بود. محتوای سخنان ضبط‌شده و بسیار محرمانه محسن فخری‌زاده در سال ۲۰۰۸ توسط ایهود اولمرت، نخست‌وزیر پیشین اسرائیل، برای جورج دبلیو بوش، رئیس‌جمهور وقت آمریکا، هنگام بازدید بوش از اسرائیل پخش شد. بنا بر این گزارش مقام‌های اسرائیلی سپس خواستار زدن ضربه نظامی به تأسیسات هسته‌ای ایران شدند اما جورج بوش به آنها اعلام کرد که دولتش «قویاً» با چنین تصمیمی مخالف است.

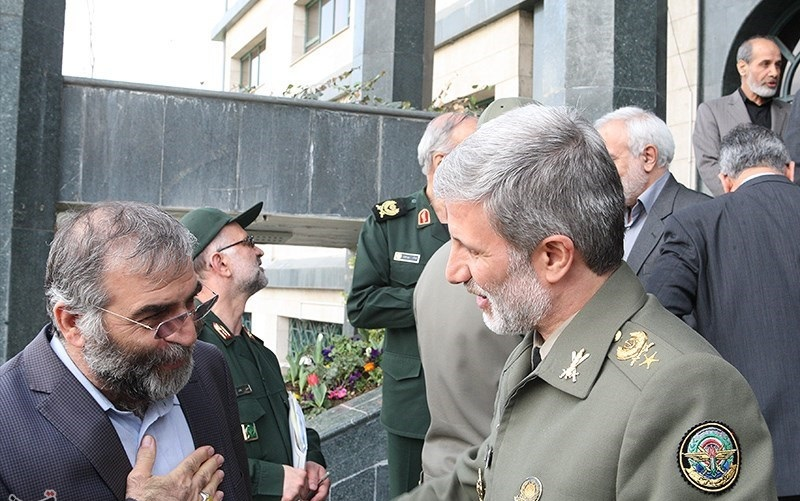
فخری‌زاده در کنار امیر حاتمی، وزیر دفاع

در صدای ضبط‌شده، فخری‌زاده شکایت می‌کند که دولت بودجه کافی برای انجام کار را در اختیار او قرار نمی‌دهد. فخری‌زاده در اشاره آشکار به مافوق‌های خود می‌گوید، «از یک طرف پنج کلاهک می‌خواهند، از طرف دیگر اجازه نمی‌دهند من کار کنم.». در ادامه فخری‌زاده به انتقاد از همکاران خود در وزارت دفاع و سپاه پاسداران انقلاب اسلامی می‌پردازد.
در آذر ۱۴۰۰، فریدون عباسی، رئیس پیشین سازمان انرژی اتمی ایران، در یک مصاحبه به یک روزنامه دولتی گفت: «تحفظ ما دربارهٔ سلاح هسته‌ای بر اساس فتوای صریح رهبر معظم انقلاب بر حرمت سلاح هسته‌ای کاملاً مشخص است منتها فخری‌زاده این سیستم را ایجاد کرده بود و مسئله‌اش هم فقط دفاع از کشور خودمان نبود؛ زیرا کشور ما پشتیبان جبهه مقاومت است و وقتی شما وارد این مسائل بشوید، صهیونیست‌ها حساس می‌شوند.» این خبر را خبرگزاری‌های بسیاری با عنوان «فخری‌زاده علیرغم فتوای علی خامنه‌ای در حرام بودن تولید، نگهداری و به‌کارگیری سلاح اتمی، برای آن سیستم ایجاد کرده بود.» تیتر کردند.

## ترور
فخری‌زاده در عصر ۷ آذر ۱۳۹۹ در شهر آبسرد، شهرستان دماوند ترور شد. در جریان این ترور در میدان خلیج فارس شهر آبسرد، ابتدا یک خودروی نیسان کنار خودروی فخری‌زاده منفجر شده و بعد از آن شخصی یا اشخاصی دیگر از داخل یک خودرو در سمت دیگر خیابان خودروی حامل فخری‌زاده را به رگبار بسته‌اند. بر اساس گزارش خبرگزاری تسنیم در جریان این درگیری یکی از محافظان فخری‌زاده ۴ تیر خورده و خود او هم بعد از انفجار و اصابت گلوله، با بالگرد به بیمارستان منتقل شده و در آنجا جان باخته است. وزارت دفاع و پشتیبانی نیروهای مسلح در بیانیه‌ای، کشته شدن فخری‌زاده در جریان ترور را تأیید کرد. در جریان این درگیری تعداد دیگری از افراد هم کشته شدند که هویت آنها هنوز معلوم نیست.
نیویورک تایمز در گزارش ۲۷ نوامبر ۲۰۲۰ خود راجع به ترور فخری‌زاده از قول سه مقام آمریکایی (یک مقام رسمی و دو افسر اطلاعاتی) نقل کرد: «اسرائیل پشت حمله به (این) دانشمند بوده». هر چند معلوم نیست که آمریکا چقدر در جریان این عملیات بوده است، ولی آمریکا و اسرائیل در تبادل اطلاعات راجع به ایران همکاری نزدیک دارند و کاخ سفید و سی‌آی‌ای از ابراز نظر در این مورد خودداری کرده‌اند.
روز ۳ دسامبر ۲۰۲۰، یک مقام ارشد دولت آمریکا به شبکه خبری سی‌ان‌ان گفت که اسرائیل پشت ترور دانشمند ارشد هسته‌ای ایران است و فخری‌زاده «مدت‌ها زیر نظر اسرائیلی‌ها بود» اما اینکه آمریکا از جزئیات حمله مطلع بوده یا خیر اظهار نظری نکرد.
شبکه تلویزیونی اسکای نیوز طی گزارشی این ترور را با اهمیت دانست و گفت فخری‌زاده برای سازمان اطلاعاتی خارجی به خصوص آمریکا و اسرائیل فردی شناخته شده بود و این حادثه را «معادل هسته‌ای» کشته شدن قاسم سلیمانی توصیف کرد.
خامنه‌ای دربارهٔ خطر ترور به خود فخری‌زاده هشدار داده بود چون گفته می‌شد که او «رعایت نمی‌کند و جاهای مختلفی می‌رود».

### روایت خبرگزاری فارس
خبرگزاری فارس نزدیک به سپاه پاسداران در گزارشی نوشت که تیراندازی به سمت خودروی محسن فخری‌زاده، با استفاده از سلاح‌های خودکار صورت گرفته و هیچ عامل انسانی در محل ترور حضور نداشته است. بر اساس این روایت، در این ترور از خودرو نیسانی که در فاصله ۱۵۰ متری ماشین فخری‌زاده متوقف بوده، از یک دستگاه تیربار اتوماتیک کنترل از راه دور، شلیک‌های متعددی صورت می‌گیرد که در نهایت منجر به کشته‌شدن فخری‌زاده می‌شود. بر اساس این گزارش، در بررسی هویت مالک خودروی نیسان مشخص شده که او ۸ آبان از کشور خارج شده است. خبرگزاری فارس افزوده که کل این عملیات سه دقیقه طول کشیده و هیچ عامل انسانی در محل ترور حضور نداشته و تیراندازی‌ها تنها توسط سلاح خودکار انجام شده است. علی شمخانی، دبیر شورای عالی امنیت ملی ایران، همین ادعا خبرگزاری فارس را تکرار کرد و گفت که دستگاه‌های امنیتی از محل بروز احتمالی سوءقصد به محسن فخری‌زاده مطلع بودند و می‌دانستند که قرار است در همین نقطه‌ای که کشته شد ترور شود، ولی چون عاملین از سبک و شیوه کاملاً جدید، حرفه‌ای و تخصصی استفاده کردند، عملیات ترور فخری‌زاده موفق بود وی اضافه کرد که تقویت لازم در رابطه با حفاظت محسن فخری‌زاده صورت گرفته بود.
این گزارش خبرگزاری فارس در حالی است که خبرگزاری صدا و سیما «از وجود ۵–۶ نفر مسلح در صحنه و گزارش‌های تأیید نشده از دستگیری یکی از افراد خبر داد» و حتی ۱۱ روز بعد از ترور، حسین امیرعبداللهیان دستیار ویژه رئیس مجلس در امور بین‌الملل تأکید کرد که برخی از عاملان اجرای ترور دستگیر شده‌اند.
بابک تقوایی کارشناس نظامی و دفاعی، این روایت خبرگزاری فارس را کودکانه و غیر واقعی و متناقض توصیف می‌کند و اشاره می‌کند که اگر ماشین ضد گلوله بود پس چرا در تصاویر جای گلوله دیده می‌شود؟ یا اگر نیسان از راه دور کنترل می‌شده پس چرا در لاشه نیسان هیچ حسگری (سنسوری) دیده نمی‌شود؟ به عقیده او سپاه با انتشار این نوع روایت‌ها سعی می‌کند تا از انتقادهایی که در آینده از ناتوانی این ارگان امنیتی در شناسایی و دستگیری عوامل ترور فخری‌زاده خواهد شد جلوگیری کند.
برخی از شبکه‌های آمریکایی هم این روایت را زیر سؤال بردند. سه کارشناس به شبکه سی ان ان گفتند که عملیات از راه دور خوبی‌های خودش را دارد اما ریسک خیلی بالایی نیز به همراه دارد. به‌طور مثال وارد کردن تجهیزات ارتباطی و مخابراتی و ماهواره‌ای به خاک ایران، در کنار تجهیزات اصلی اسلحه و سر هم کردن آن، بدون ردگیری یک چالش بزرگ است. در ضمن اسلحه باید بدون مشکل کار کند و اگر در صحنه گلوله گیر کند یا تجهیزات مخابراتی مختل شود یا چاشنی مواد منفجره‌ای عمل نکند، تجهیزات فوق پیشرفته و فناوری‌اش در اختیار ایران قرار خواهد گرفت و امکان شناسایی عوامل ترور وجود دارد. به گفته یک کارشناس امنیتی، ایران چنین روایتی را مطرح می‌کنند تا از اعتبار میزان نفوذ و دقت گروهی که این عملیات را انجام داده‌اند بکاهند.

### روایت هفته‌نامه جویش کرونیکل
در ۲۳ بهمن ۱۳۹۹، هفته‌نامه بریتانیایی جویش کرونیکل جزئیاتی دربارهٔ ترور محسن فخری‌زده منتشر کرد. به نوشته این هفته نامه، یک تیم ۲۰ نفره از شهروندان اسرائیل و ایران، در یک عملیات هشت‌ماهه با یک اسلحه خودکار و بسیار دقیق یک تنی، فخری‌زاده را ترور کردند و «موساد، سازمان اطلاعات اسرائیل، این اسلحه یک تُنی را در قطعات مجزا وارد ایران کرده است». در ادامه نوشته شده که موساد «دقیقه به دقیقه» حرکات فخری‌زاده را زیر نظر داشت و «آنها به مدت هشت ماه، با آن مرد نفس کشیدند، با او بیدار شدند، با او خوابیدند، با او سفر کردند». هنگامی که خودرو فخری‌زاده از نقطه تعیین شده عبور کرد، آنان مسلسل را فعال کردند و «۱۳ گلوله از رو در رو به فخری‌زاده برخورد کرد، در حالی که همسرش که ۱۰ اینچ (۲۵ سانتیمتر) دور نشسته بود، هیچ آسیبی ندید.» و «این ترور با سلاح بسیار سنگین از راه دور و با هدایت نیروهای حاضر در صحنه عملیات و با مشاهده «هدف» انجام شد.» و علت سنگینی، بخاطر بمبی بود که پس از عملیات منفجر شد تا شواهدی باقی نماند.
این هفته نامه به نقل از «منابع اطلاعاتی» نوشت «یکی از دلایل موفقیت عملیات ترور محسن فخری‌زاده این بود که نهادهای اطلاعاتی و امنیتی ایران سخت مشغول رصد و زیر نظر داشتن مخالفان سیاسی بودند.» و جویش کرونیکل تأکید کرد که «نیروهای عملیاتی در محل ترور محسن فخری‌زاده حضور داشته‌اند.» و برآورد می‌شود که برای پر کردن جای فخری‌زاده در برنامه هسته‌ای جمهوری اسلامی شش سال طول خواهد کشید.

### روایتنیویورک تایمز

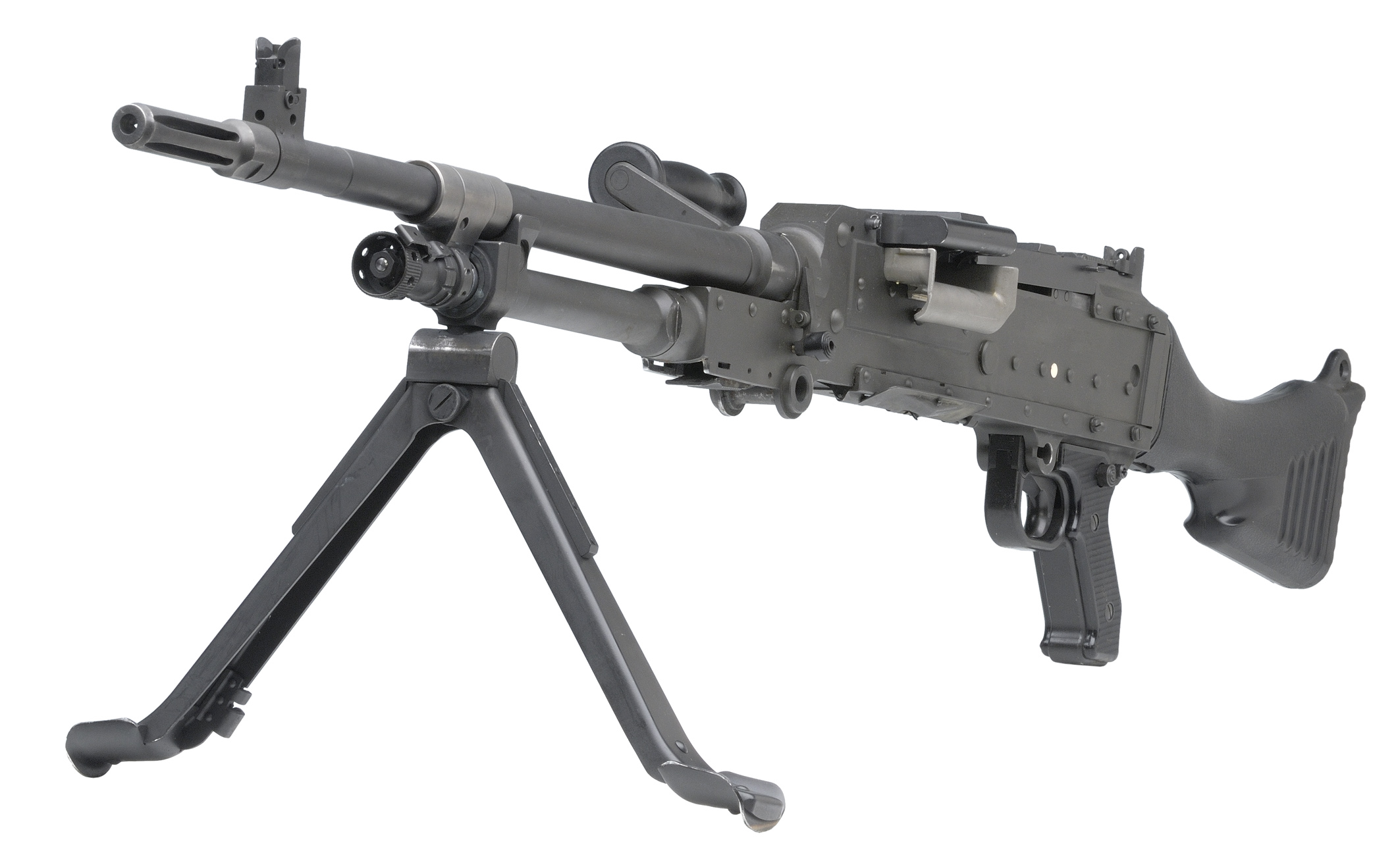
به نوشته نیویورک تایمز، از اسلحه شبیه به اف‌ان ام‌آژ ساخت بلژیک که به یک دستگاه رباتیک وصل بود، استفاده شد.

روزنامهٔ نیویورک تایمز با انتشار گزارشی در ۱۸ سپتامبر ۲۰۲۱ نوشت ترور فخری‌زاده در ایران توسط موساد و از طریق تکنولوژی پیچیده کنترل از راه دور و هوش مصنوعی انجام شده و در زمان کشتن او هیچ‌یک از عوامل ترور در خاک ایران نبوده‌اند. به نوشته این منبع، فخری‌زاده به توصیهٔ منابع امنیتی گوش نکرد و خودرو جلویی محافظان، سریع‌تر از خودرو فخری‌زاده حرکت کرد که اشتباه جدی بود زیرا باعث شد که عاملان دید بهتری داشته باشند. فخری‌زاده پس از زخمی شدن پیاده شد که هوش مصنوعی سریعاً گلوله‌های بعدی را شلیک کرد. او به همسرش که برای کمک او پیاده شده بود گفت «می‌خواهند مرا بکشند، تو دور شو».

### اقدامات موساد
یک مقام رسمی ارشد اسرائیل که سال‌ها مشغول ردگیری محسن فخری‌زاده بود چند روز بعد از ترور فخری‌زاده در مصاحبه‌ای با نیویورک تایمز اعلام نمود جهان باید از اسرائیل به خاطر کشتن فخری‌زاده تشکر کند. وزیر انرژی اسرائیل یووال استاینیتز در پی این ترور اعلام داشت ترور فخری‌زاده برای جهان مثبت است. نتانیاهو نخست‌وزیر وقت اسرائیل پس از ترور محسن فخری‌زاده مقام وزارت دفاع ایران در پیام ویدیویی گفت: «طی هفتهٔ اخیر کارهایی انجام دادم که نمی‌خواهم شما را از همه آن‌ها مطلع کنم. این برای شماست، شهروندان اسرائیل، برای کشورمان، این هفته دستاوردها بود، و بیشتر هم خواهد شد».
رسانه‌های ایران مدعی هستند که طرح ترور فخری‌زاده توسط اسرائیل (موساد) در سال ۲۰۱۵ نیز اجرا شده ولی ناکام مانده بود.
فخری‌زاده سال‌ها توسط موساد زیر نظر بوده و هدف شمارهٔ یک اسرائیل بود. یوسی ملمن کارشناس و تحلیل‌گر ارشد نظامی-امنیتی روزنامه هاآرتص نوشت موساد یک بار دیگر نیز برای ترور وی اقدام کرده بود که ناکام ماند. ترور وی در سالگرد ترور دیگر دانشمند هسته‌ای ایران مجید شهریاری روی داد که اسرائیل در کانون اتهام اقدام بدان قرار دارد.
در اردیبهشت ۱۳۹۷، برخی رسانه‌های اسرائیل گزارش دادند که از اواخر سال ۱۳۸۴ تا اواخر سال ۱۳۸۷ برنامهٔ ترور فخری‌زاده به‌طور جدی در دستور کار سازمان موساد بود، ولی مقام‌های اسرائیلی با این استدلال که زنده‌ماندن او به تعقیب دقیق‌تر برنامهٔ اتمی ایران کمک می‌کند، از ترور منصرف شدند.
بنیامین نتانیاهو، نخست‌وزیر اسرائیل، محسن فخری‌زاده را به عنوان مدیر پروژهٔ آماد معرفی کرده و اشاره کرده بود که او به عنوان رئیس سازمان پژوهش‌های نوین دفاعی (سپند) بسیاری از چهره‌های کلیدی برنامه هسته‌ای ایران را در مجموعهٔ خود داشته است. محمدجواد ظریف در موضع‌گیری پس از ترور فخری‌زاده گفت: «نشانه جدی از نقش اسرائیل در ترور وجود دارد.»

### پیگیری نیروهای امنیتی
در ۲۳ آذر ۱۳۹۹، وبسایت هه‌نگاو که اخبار حقوق‌بشر در مناطق کردنشین را منتشر می‌کند، گزارش داد که تیم نیروهای امنیتی از تهران به شهر بانه کردستان رفته و از چهارشنبه، منزل صدها نفر «به صورت خشن و بدون ارائه هرگونه حکم قانونی» توسط این مأموران «تفتیش» شده و ۲۰ نفر را نیز بازداشت کرده‌اند و نیروهای امنیتی «طی تجسس خانه به خانه عکس‌هایی از پنج نفر را نشان داده‌اند و خواهان شناسایی آنها شده‌اند» که یکی از این عکس‌ها مربوط به «یک فرد سالخورده توانخواه بوده است». برخی از این افراد «پس از یک روز با اخذ تعهد کتبی آزاد شده‌اند» و نیروهای امنیتی گفته‌اند برای تعقیب افراد مدنظر خود «پاداش مالی» می‌دهند.
در ۳۰ آذر ۱۳۹۹، خبرگزاری هرانا گزارش داد که چندین نفر از شاغلین ساکن تهران توسط اطلاعات سپاه پاسداران به اماکن مختلف منتقل شده‌اند و مورد احضار و بازجویی قرار گرفته‌اند. بیشتر این افراد «به کار فروش، تنظیم و خدمات پس از فروش دوربین‌های مداربسته در نقاط مختلف کشور مشغول بوده‌اند و برخی از آنها از اعضای اتحادیه تولیدکنندگان و تعمیرکاران تجهیزات الکترونیک و حفاظتی تهران هستند.» و این افراد در «بازداشتگاه‌های ۱ الف سپاه، ۲ الف سپاه و برخی خانه‌های امن سپاه در تهران» مورد بازجویی قرار گرفتند. برخی بعد از ۲ روز آزاد شدند و سپاه «سوالاتی ازجمله چگونگی خرید و تهیه دوربین‌های مداربسته و تاریخ آخرین بازدید آنها برای چک کردن وضعیت سالم بودن دوربین‌ها در مناطق مختلف تهران پرسیده است.».
در بهمن ۱۳۹۹، سید محمود علوی وزیر اطلاعات، گفت که وزارت اطلاعات از دو ماه قبل نسبت به برنامه‌ریزی ترور محسن فخری‌زاده هشدار داده بود و حتی ۵ روز پیش از ترور، مکان وقوع ترور را اطلاع داده بود اما وزارت اطلاعات، زمان ترور را نمی‌دانسته است. او گفت که «فردی که اولین تدارکات را برای ترور انجام داد، جزو نیروهای مسلح بوده» ولی به‌خاطر اینکه وزارت اطلاعات نمی‌توانسته «در حوزه نیروهای مسلح کار اطلاعاتی» انجام دهد، از ارگان مزبور خواسته بود تا در این زمینه با وزارت اطلاعات همکاری کند، ولی قبل از معرفی نماینده، حادثه ترور اتفاق می‌افتد. برخی این را اشاره غیر مستقیم به سپاه حفاظت انصارالمهدی می‌دانند که مسئولیت حفاظت از فخری‌زاده را بر عهده داشته است.
چند روز بعد، محمود علوی گفت که عضو نیروهای مسلح، «اخراج شده» بود و این فرد که در تدارک ترور نقشی کلیدی داشت، پیش از اجرای عملیات از کشور «متواری» شد و هم‌اکنون «تحت تعقیب» است.
ستاد کل نیروهای مسلح در واکنش گفت که «فرد مورد ادعای وزیر اطلاعات در سال ۱۳۹۳ در حال آموزش بوده است و در همان سال به دلیل مشکلات اخلاقی و اعتیاد اخراج شده» و عضویت او قطعی نبود و وی «در حین آموزش اخراج شد» در نتیجه «فرد مورد ادعای» وزیر اطلاعات، فاقد هویت نظامی است و «به همین دلیل جرم امنیتی وی همانند سایر آحاد جامعه در حیطه مأموریت و مسئولیت وزارت اطلاعات قرار می‌گیرد».

### واکنش‌ها

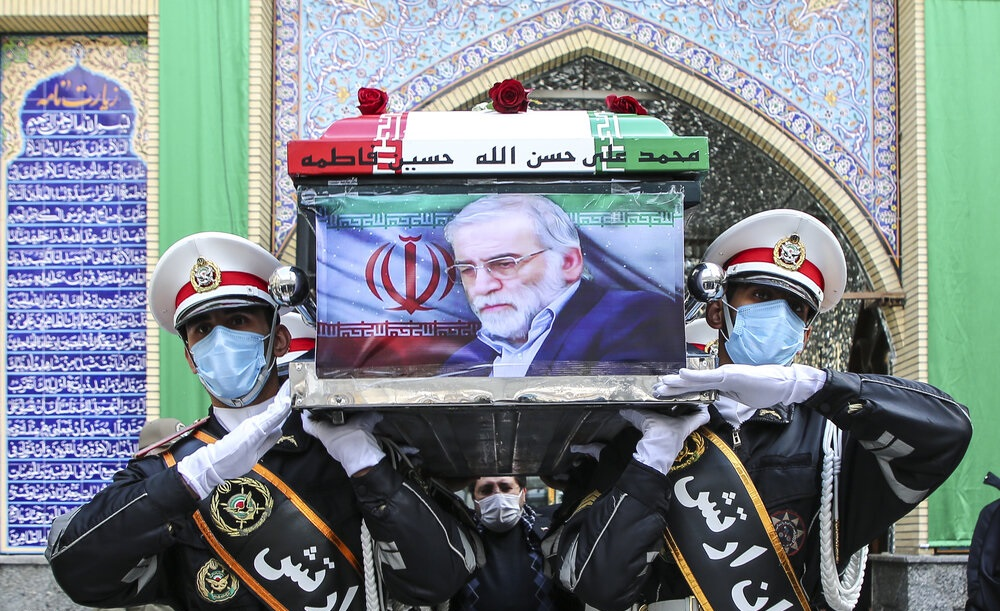
آیین خاکسپاری محسن فخری‌زاده، پس از ترور

بازتاب‌ها و واکنش‌ها به ترور محسن فخری‌زاده فراوان بود. در ایران بسیاری از مسئولان خواستار انتقام‌گیری از عوامل حمله شدند.

#### داخلی
- سید علی خامنه‌ای رهبر جمهوری اسلامی ایران، روز بعد طی بیانیه‌ای خواستار پیگیری این حادثه و «مجازات قطعی عاملان و آمران آن» و ادامه راه وی شد.[۱۱۵]
- حسن روحانی،[۱۱۶] و سید محمد خاتمی، رئیس‌جمهور اسبق ایران این ترور را محکوم کرد.[۱۱۷]
- محمدجواد ظریف وزیر امور خارجه در توییتر اسرائیل را به جنگ‌طلبی محکوم کرد.[۱۱۸] و از جامعه بین‌المللی خواست که این حادثه را محکوم کند.[۱۱۹][۱۲۰]
- عبدالکریم سروش، در مقدمه یکی از سخنرانی‌های خود گفت: لازم می‌دانم ذکر خیری بکنم از مرحوم فخری‌زاده که به تیر ستم کشته شد و متأسفانه این ترور ناجوانمردانه و شوم در رسانه‌های جهانی مورد تقبیح قرار نگرفت. همه جا آواها بلند است که تروریسم محکوم است اما گویا تروریسم خوب و بد دارد. اگر ترور به نفع تبهکاران باشد نیکو است و اگر نباشد تبهکارانه است! بر روان آن مرد، دانشمند از دست رفته درود می‌فرستیم.[۱۲۱]
- محمدباقر قالیباف، رئیس مجلس شورای اسلامی،[۱۲۲] سید ابراهیم رئیسی، رئیس قوه قضائیه،[۱۲۳] و محمد باقری، رئیس ستاد کل نیروهای مسلح[۱۲۴] تهدید به انتقام کردند.
- حسین دهقان وزیر سابق دفاع و پشتیبانی نیروهای مسلح در توئیتر نوشت که این ترور توسط اسرائیل و برای ایجاد جنگ در روزهای آخر ریاست جمهوری ترامپ است و اعلام کرد که انتقام این ترور گرفته خواهد شد.[۱۲۵] او در روز بعد گفت که علت ترور محسن فخری‌زاده «رخنه و نفوذ و شکاف» امنیتی بوده و مقامات مسئول «باید جواب دهند» و این فرد «کاملاً حفاظت می‌شد» و تیم حفاظت وی «در سطوح بالای حفاظتی بود» و «خودروهای متناسب در اختیار» فخری‌زاده قرار داشت.[۷۵]
- حسین سلامی، فرمانده کل سپاه پاسداران گفت که انتقام این حادثه را خواهد گرفت.[۱۰]

#### خارجی
- دونالد ترامپ رئیس‌جمهور آمریکا توییت یوسی ملمن روزنامه‌نگار اسرائیلی را بازنشر کرد که نوشته بود: «بر اساس گزارش‌ها در ایران محسن فخری‌زاده در دماوند، در شرق تهران ترور شده است. موساد سال‌ها به دنبال او بود. مرگ وی ضربه‌ای حرفه‌ای و روانی بر جمهوری اسلامی است.»[۱۲۶][۱۲۷]
- اتحادیه اروپا در بیانیه‌ای ترور فخری‌زاده را محکوم و آن را اقدامی «مجرمانه» و «مغایر با اصل احترام به حقوق بشر» دانست.[۱۲۸]
- وزارت امور خارجه بلژیک ترور فخری‌زاده را محکوم کرد.[۱۲۹]
- کارل بیلت رئیس اندیشکده شورای روابط خارجی اروپا در توییتر نوشت: «دور از ذهن نیست که این ترور هدفمند تلاشی برای جلوگیری از بازگشت تیم بایدن به فرایند دیپلماتیک با ایران و برگشتن به برجام بوده باشد.»[۱۳۰]
- حزب‌الله لبنان[۱۳۱] حماس[۱۳۲] کتائب حزب‌الله عراق[۱۳۳] ائتلاف جوانان انقلاب ۱۴ فوریه بحرین[۱۳۴] و جنبش جهاد اسلامی فلسطین این حادثه را محکوم کردند.[۱۳۵]
- آنتونیو گوترش: دبیرکل سازمان ملل در پی ترور فخری‌زاده خواستار خویشتن داری از همه طرف‌ها شد.
- برنی سندرز سناتور دموکرات از ایالت ورمونت آمریکا گفت: «ترور محسن فخری‌زاده بی‌محابا، تحریک آمیز و غیرقانونی بود. نظر به اینکه دولت جدید [در آمریکا] قدرت را در دست می‌گیرد، روشن بود که قصد و نیتی برای تضعیف روند دیپلماسی ایالات متحده- ایران وجود دارد.»[۱۳۶]
- محمد البرادعی رئیس پیشین آژانس بین‌المللی انرژی اتمی در واکنش به ترور «محسن فخری‌زاده» هشدار داد که این کار حاکمیت قانون را به خطر انداخت.[۱۳۷]
- وزارت خارجه روسیه: «هر کس که در پشت قتل ایستاده و از آن برای منافع سیاسی خود استفاده می‌کند باید مسئولیت آنرا برعهده بگیرد.»[۱۳۸]

### تشییع جنازه
رسانه‌های دولتی ایران ساعاتی پس از تأیید خبر کشته شدن؛ اعلام کردند که جنازه وی ابتدا برای طواف به حرم امام رضا، سپس به حرم فاطمه معصومه برده خواهد شد و بعد از آن به تهران برای تشییع در حرم سید روح‌الله خمینی باز خواهد گشت. مراسم تشییع جنازه و خاکسپاری محسن فخری‌زاده در صبح روز دوشنبه ۱۰ آذر ماه ۱۳۹۹ در امامزاده صالح انجام شد. پس از خبر ترور، چند گردهمایی از طرف حامیان حکومت شکل گرفت و آنان پرچم‌های آمریکا و اسرائیل را سوزاندند.

## نشان‌ها
| تصویر | عنوان             | اهدا کننده      | تاریخ        | توضیح   |
| ----- | ----------------- | --------------- | ------------ | ------- |
|       | مدال درجه دو خدمت | حسن روحانی      | ۱۹ بهمن ۱۳۹۴ | [ ۱۴۲ ] |
|       | نشان نصر درجه یک  | سید علی خامنه‌ای | ۲۳ آذر ۱۳۹۹  | [ ۱۴۳ ] |